# S-meter

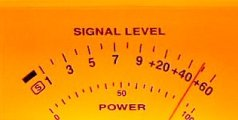
S-Meter odbiornika amatorskiego Ten-Tec Orion

S-meter (miernik siły sygnału) – wskaźnik często umieszczany w odbiornikach radiowych fal krótkich lub odbiornikach amatorskich. Skala wskaźnika pochodzi z systemu subiektywnego oceniania siły sygnału w skali od S1 do S9 jako część raportu RST. Jednostka S może być użyta do określenia siły sygnału, jaka jest potrzebna do ruszenia wskazówki od jednej do kolejnej wartości.

## Skala
Międzynarodowa Unia Radioamatorska (IARU) opublikowała w 1981 roku propozycję zalecanych wartości poziomu sygnału do kalibracji dla poszczególnych wartości wskaźnika S dla odbiorników fal średnich i krótkich (S9 = -73dBm) oraz VHF/UHF (S9 = -93dBm).
| S-odczyt   | MF/HF     |      | Generator pola magnetycznego EMF |
|            | μV (50 Ω) | dBm  | dB ponad 1 μV                    |
| ---------- | --------- | ---- | -------------------------------- |
| S9 + 10 dB | 160,0     | -63  | 44                               |
| S9         | 50,2      | -73  | 34                               |
| S8         | 25,1      | -79  | 28                               |
| S7         | 12,6      | -85  | 22                               |
| S6         | 6,3       | -91  | 16                               |
| S5         | 3,2       | -97  | 10                               |
| S4         | 1,6       | -103 | 4                                |
| S3         | 0,8       | -109 | -2                               |
| S2         | 0,4       | -115 | -8                               |
| S1         | 0,2       | -121 | -14                              |

| S-odczyt  | VHF/UHF [μV] (50 Ω) | dBm  | Generator pola magnetycznego EMF [dB] ponad 1 μV |
| --------- | ------------------- | ---- | ------------------------------------------------ |
| S9 +10 dB | 16                  | -83  | 24                                               |
| S9        | 5                   | -93  | 14                                               |
| S8        | 2,5                 | -99  | 8                                                |
| S7        | 1,26                | -105 | 2                                                |
| S6        | 0,63                | -111 | -4                                               |
| S5        | 0,32                | -117 | -10                                              |
| S4        | 0,16                | -123 | -16                                              |
| S3        | 0,08                | -129 | -22                                              |
| S2        | 0,04                | -135 | -28                                              |
| S1        | 0,02                | -141 | -34                                              |

W praktyce wskaźniki te często nie są skalibrowane lub poprawnie ustawiony jest tylko poziom dla S9 nie zapewniając różnicy 6 dB między progami, co zapewnia jedynie względne źródło odniesienia. Często źródłem danych na mierniku jest napięcie automatycznej regulacji wzmocnienia odbiornika.